# Neuburgia celebica
Neuburgia celebica är en tvåhjärtbladig växtart som först beskrevs av Sijfert Hendrik Koorders, och fick sitt nu gällande namn av Leenh.. Neuburgia celebica ingår i släktet Neuburgia och familjen Loganiaceae. Inga underarter finns listade i Catalogue of Life.